# Portadown Football Club
El Portadown Football Club és un club de futbol nord-irlandès de la ciutat de Portadown.

## Història
El club va ser fundat l'any 1924. El seu primer gran èxit no arribà fins al 1989/1990, quan es proclamaren campions de lliga per primer cop, iniciant una brillant època per al club amb un total de 8 grans títols fins al 2002.

## Palmarès
- Lliga nord irlandesa de futbol: 4
  - 1989/90, 1990/91, 1995/96, 2001/02
- Copa nord irlandesa de futbol: 3
  - 1990/91, 1998/99, 2004/05
- Copa de la Lliga nord irlandesa de futbol: 1
  - 1995/96
- Gold Cup: 6

## Jugadors destacats
- Vinny Arkins
- Stevie Cowan
- Sandy Fraser
- Gary Hamilton
- Ryan Harpur
- Garry Haylock
- Mickey Keenan
- Philip Major
- John McClelland
- Pat McGibbon
- Kevin Pressman
- Allan Smart
- Brian Strain